# South Mowich Glacier

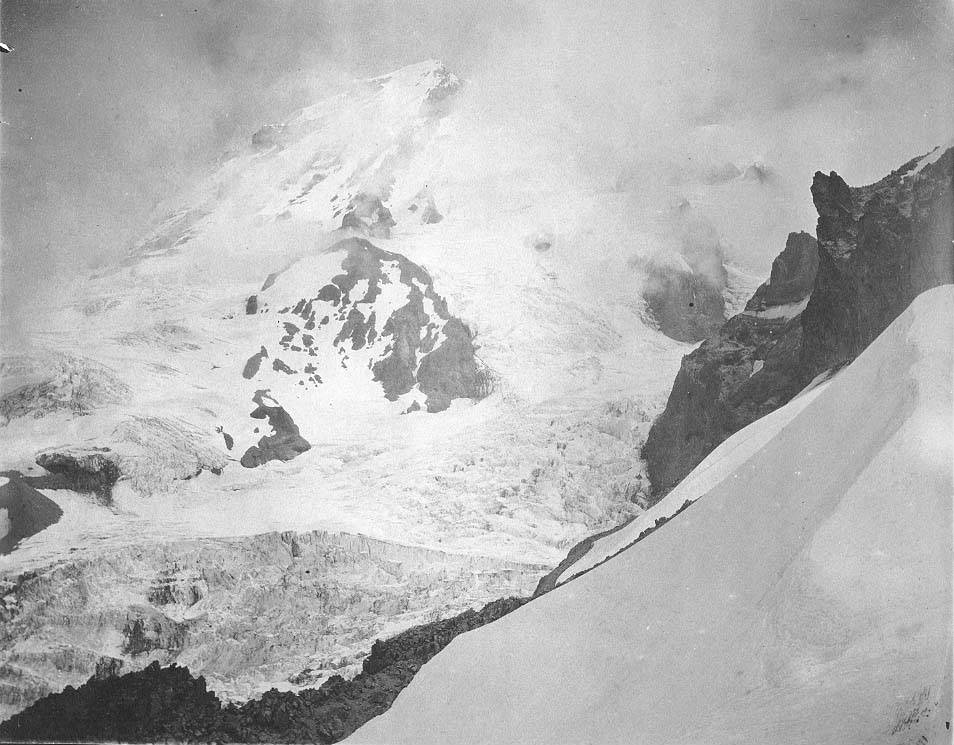
South Mowich Glacier (1897)

Der South Mowich Glacier ist ein Gletscher an der Westflanke des Mount Rainier im US-Bundesstaat Washington. Er bedeckt 3,6 km² und enthält etwa 127 Mio. m³ Eis. Beginnend an den hochgelegenen Kliffs oberhalb des Sunset Amphitheater auf über 12.000 ft (3.658 m) Höhe fließt der Gletscher westwärts, den Mount Rainier hinab. Er ist mit dem großen Tahoma-Gletscher im Süden nahe dem St. Andrews Rock auf etwa 11.000 ft (3.353 m) Höhe verbunden. Nach Verlassen des Amphitheaters gibt es innerhalb des Gletschers einen Eissturz, wo er auf unter 10.000 ft (3.048 m) fällt. Während der Gletscher am Berg herabfließt, gelangt er schrittweise in eine andere Richtung, so dass er bei Zusammentreffen mit dem Puyallup-Gletscher auf etwa 8.800 ft (2.682 m) Höhe nach Nordwesten fließt. Sobald er sich den Jeanette Heights nähert und mehrere Wendungen zu deren Passage ausführt, wird er im Gegensatz zu den oberen Abschnitten sehr steinig. Der Gletscher teilt sich in zwei Arme, bevor diese im Falle des kürzeren, nördlichen Arms auf 5.500 ft (1.676 m) und im Falle des längeren, südlichen Arms auf etwa 5.100 ft (1.554 m) Höhe enden. Das Schmelzwasser des Gletschers fließt in den South Mowich River, welcher schließlich in den Puyallup River mündet.